# Van-Gend-&-Loos-Entscheidung
Beginnend mit der Entscheidung im Verfahren Van Gend & Loos gegen niederländische Finanzverwaltung vom 5. Februar 1963 entwickelte der Gerichtshof der Europäischen Gemeinschaften (EuGH) seine mittlerweile nahezu unbestritten geltende Rechtsprechung von der Eigenständigkeit und dem Vorrang des Rechts der Europäischen Gemeinschaften und stellte die Weichen für den Anwendungsvorrang des Unionsrechts.

## Sachverhalt und Streitgegenstand
Das niederländische Transportunternehmen van Gend & Loos führte im September 1960 einen bestimmten chemischen Grundstoff von Deutschland in die Niederlande ein. Hierbei wurde von den niederländischen Behörden aufgrund einer Neuregelung des niederländischen Zolltarifs vom 1. Januar 1960 ein Zoll in Höhe von 8 % des Warenwertes erhoben. Zuvor hatte der entsprechende Zollsatz 3 % betragen. Das letztinstanzlich zuständige niederländische Verwaltungsgericht reichte im Wege des Vorabentscheidungsverfahrens die dem Falle zugrunde liegende europarechtliche Frage dem EuGH weiter.

## Die Entscheidung des EuGH
Der Gerichtshof führt hier aus:

„Die Europäische Wirtschaftsgemeinschaft stellt eine neue Rechtsordnung des Völkerrechts dar, zu deren Gunsten die Staaten, wenn auch in begrenztem Rahmen, ihre Souveränitätsrechte eingeschränkt haben; eine Rechtsordnung, deren Rechtssubjekte nicht nur die Mitgliedstaaten, sondern auch die Einzelnen sind. Das von der Gesetzgebung der Mitgliedstaaten unabhängige Gemeinschaftsrecht soll daher den Einzelnen, ebenso wie es ihnen Pflichten auferlegt, auch Rechte verleihen.“

Demnach handelt es sich beim Gemeinschaftsrecht um eine eigenständige, in den Mitgliedstaaten einheitlich, unmittelbar und vorrangig geltende Rechtsordnung, die sich sogar gegenüber mitgliedstaatlichem Verfassungsrecht durchsetzt (so der EuGH später in der Kreil-Entscheidung). Diese Judikatur bestätigte der EuGH in mehreren Folgeentscheidungen, insbesondere in der Costa/ENEL-Entscheidung und in Internationale Handelsgesellschaft.
Grundlage für die Doktrin vom Vorrang des Gemeinschaftsrechts war zunächst, die Eigenständigkeit der europäischen Rechtsordnung anzuerkennen, was der EuGH ebenso in „van Gend & Loos“ tat. Der Gerichtshof entschied an dieser Stelle, dass es sich bei der Gemeinschaft um eine Rechtsordnung eigener Art handelt, welche weder völkerrechtlicher noch staatlicher Natur ist. Zwar handelt es sich bei den Gründungsverträgen unstreitig ursprünglich um völkerrechtliche Verträge, doch wurde die Loslösung der gemeinschaftlichen Rechtsordnung von dieser Grundlage und ihre daraus folgende Eigenständigkeit aus der Notwendigkeit, rechtliche Kohärenz innerhalb der Gemeinschaft zu schaffen und zu erhalten, gefolgert.
Ausgehend von dieser These lässt sich auch die Problematik des Rangverhältnisses zwischen Europäischem Gemeinschaftsrecht und nationalem Recht leichter beantworten. Das „klassische“ Völkerrecht kann, je nach seiner Art, innerhalb eines Staates verschiedene Rangpositionen einnehmen. Innerhalb Deutschlands etwa kann es auf der Ebene des einfachen Gesetzesrechts (Art. 59 GG) oder zwischen dem Gesetzes- und dem Verfassungsrecht stehen (Art. 25 GG).
Je nachdem, welchen Rang es in der nationalen Rechtsordnung einnimmt, kann es Vorrang beanspruchen oder muss höherstehendem Recht weichen. Auch gilt der Grundsatz „lex posterior derogat legi priori“, nach dem später gesetztes Recht das früher gesetzte bei Gleichrangigkeit verdrängt, nicht. In der Bundesrepublik Deutschland kann es dem Grundgesetz jedoch nicht vorgehen. Ausgehend von dem Standpunkt, dass es sich beim Gemeinschaftsrecht nicht um einen Bestandteil der nationalen Rechtsordnung handelt, gelten für es die Kollisionsregeln nicht, was auch der EuGH in seiner sogenannten Simmenthal II-Entscheidung so postulierte.
Die Eigenständigkeit des Gemeinschaftsrechts ergibt sich aus den Verträgen selbst zwar nicht, wurde vom Gerichtshof jedoch aus dem Erfordernis der einheitlichen Geltung des Europarechts gefolgert. Das Bundesverfassungsgericht hat die Rechtsprechung des EuGH, was die Eigenständigkeit der europäischen Rechtsordnung anbelangt, ausdrücklich anerkannt.
Zwar besagt die Eigenständigkeit der europäischen Rechtsordnung noch nichts über ihr Verhältnis zu anderen Rechtsordnungen aus, doch dient sie als Ausgangspunkt für die weitere Argumentation des Gerichtshofs. Dieser begründet den Vorrang, indem er feststellt, dass die Mitgliedstaaten ihre Souveränitätsrechte teilweise auf die Gemeinschaft übertragen haben, wodurch der Einzelne selbst gegenüber der supranationalen Einrichtung zum Rechtssubjekt mit eigenen Rechten und Pflichten geworden ist (was unter Umständen zur unmittelbaren Anwendbarkeit führen kann). Des Weiteren folgert er aus dem Erfordernis der Einheitlichkeit und Funktionsfähigkeit der europäischen Rechtsordnung, wonach das Europarecht einheitlich im gesamten Rechtsraum zu gelten hat, dass kein Mitgliedstaat selbst über die Anwendbarkeit oder Unanwendbarkeit von Gemeinschaftsrecht entscheiden kann.